# Médaille maritime 1940-1945
La Médaille maritime 1940-1945 (néerlandais : Maritieme Medaille 1940–1945) était une décoration militaire belge décernée pour courage en mer et créée par arrêté royal le 17 juillet 1941. Elle était décernée aux membres de la marine belge, de la marine marchande ou de la flotte de pêche pour des actes de bravoure dans le sauvetage de vaisseaux ou de vies durant un combat naval.
Les critères de la médaille furent ultérieurement amendés pour inclure les marins belges ayant servi à bord de vaisseaux alliés (normalement de la Royal Navy) et à ceux qui furent coulés deux fois par l'ennemi.

## Insigne
La Médaille maritime 1940-1945 était une médaille circulaire d'un diamètre de 38 mm frappée de bronze. Son avers portait l'image en relief d'un "lion rampant". Sur le revers, le monogramme royal du roi Léopold III. Au haut de la médaille, un anneau de suspension sur une base en forme de ruban formant une boucle.
La médaille était suspendue par un anneau au travers de l'anneau de suspension à un ruban vert de soie moirée d'une largeur de 38 mm avec six minces bandes blanches de 1 mm, trois à gauche et trois à droite, séparées par 3 mm l'une des autres et débutant à 3 mm du rebord du ruban. Des ancres croisés miniatures de bronze étaient fixées sur le ruban, la taille des ancres variaient grandement selon le fabricant.

## Récipiendaires  illustres (liste partielle)
- Amiral de division Léon Lurquin
- Vice amiral aviateur chevalier André Schlim
- Contre amiral Georges Timmermans
- Capitaine Henri Teugels
- Matelot de 1re classe Maurice Mommens

## Sources
- Quinot H., 1950, Recueil illustré des décorations belges et congolaises, 4e Édition. (Hasselt)
- Cornet R., 1982, Recueil des dispositions légales et réglementaires régissant les ordres nationaux belges. 2e Ed. N.pl., (Bruxelles)
- Borné A.C., 1985, Distinctions honorifiques de la Belgique, 1830-1985 (Bruxelles)